# Orlando Olave Villanoba
Orlando Olave Villanoba (ur. 28 stycznia 1969 w Barrancabermeja) – kolumbijski duchowny katolicki, biskup Tumaco w latach 2017-2024, biskup Ocaña od 2024. 

## Życiorys
Święcenia kapłańskie otrzymał 5 grudnia 1998 i został inkardynowany do diecezji Barrancabermeja. Pracował głównie jako duszpasterz parafialny, był też m.in. dyrektorem kurialnego wydziału katechetycznego, kierownikiem stowarzyszenia Seminario San Pedro Claver oraz wikariuszem biskupim ds. duszpasterskich.
18 marca 2017 papież Franciszek mianował go ordynariuszem diecezji Tumaco. Sakry udzielił mu 6 maja 2017 nuncjusz apostolski w Kolumbii - arcybiskup Ettore Balestrero.11 lipca 2024  ten sam papież przeniósł go na urząd biskupa Ocaña.